# RPRD1A
RPRD1A (англ. Regulation of nuclear pre-mRNA domain containing 1A) – білок, який кодується однойменним геном, розташованим у людей на довгому плечі 18-ї хромосоми. Довжина поліпептидного ланцюга білка становить 312 амінокислот, а молекулярна маса — 35 720.
| 10         |  | 20         |  | 30         |  | 40         |  | 50         |
| ---------- |  | ---------- |  | ---------- |  | ---------- |  | ---------- |
| MSAFSEAALE |  | KKLSELSNSQ |  | QSVQTLSLWL |  | IHHRKHSRPI |  | VTVWERELRK |
| AKPNRKLTFL |  | YLANDVIQNS |  | KRKGPEFTKD |  | FAPVIVEAFK |  | HVSSETDESC |
| KKHLGRVLSI |  | WEERSVYEND |  | VLEQLKQALY |  | GDKKPRKRTY |  | EQIKVDENEN |
| CSSLGSPSEP |  | PQTLDLVRAL |  | QDLENAASGD |  | AAVHQRIASL |  | PVEVQEVSLL |
| DKITDKESGE |  | RLSKMVEDAC |  | MLLADYNGRL |  | AAEIDDRKQL |  | TRMLADFLRC |
| QKEALAEKEH |  | KLEEYKRKLA |  | RVSLVRKELR |  | SRIQSLPDLS |  | RLPNVTGSHM |
| HLPFAGDIYS |  | ED         |  |            |  |            |  |            |

A: Аланін

C: Цистеїн

D: Аспарагінова кислота

E: Глутамінова кислота

F: Фенілаланін

G: Гліцин

H: Гістидин

I: Ізолейцин

K: Лізин

L: Лейцин

M: Метіонін

N: Аспарагін

P: Пролін

Q: Глутамін

R: Аргінін

S: Серин

T: Треонін

V: Валін

W: Триптофан

Кодований геном білок за функцією належить до фосфопротеїнів. 
Задіяний у таких біологічних процесах, як ацетилювання, альтернативний сплайсинг. 